# Namala Guimba
Namala Guimba, o anche Namala Guimbala, è un comune rurale del Mali facente parte del circondario di Kita, nella regione di Kayes.
Il comune è composto da 10 nuclei abitati:
- Bambala
- Bangassikoto
- Barabala
- Kobocotoni
- Madina
- Manakoto
- Moussala
- Namala (centro principale)
- Ségafina
- Traoréla